# Saint-Émilion
Saint-Émilion é uma comuna francesa na região administrativa da Nova Aquitânia, no departamento da Gironda. Estende-se por uma área de 26,91 km². Em 2010 a comuna tinha 1 913 habitantes (densidade: 71,1 hab./km²).

## Patrimônio Mundial
A vinicultura teve papel importante na região e graças a ela, vários monumentos nas cidades e vilas foram construídos. Este é o principal motivo da inscrição da Jurisdição de Saint-Émilion como Patrimônio Mundial da UNESCO, em 1999.